# Toirán
Toirán (llamada oficialmente San Salvador de Toirán) es una parroquia española del municipio de Láncara, en la provincia de Lugo, Galicia.

## Otras denominaciones
La parroquia también es conocida por los nombres de El Salvador de Toirán  y O Salvador de Toirán.

## Organización territorial
La parroquia está formada por trece entidades de población, constando doce de ellas en el nomenclátor del Instituto Nacional de Estadística español:
- Airexe (A Eirexe)
- Aixor
- Asteire
- Crescón
- Cruceiro (O Cruceiro)
- Curtiñeiro (O Cortiñeiro)
- Gradín
- Sanmartiño (San Martiño)
- Santa Cristina (Santa Cristiña)
- Sebrín
- Souto (O Souto)
- Vilar de Toirán (O Vilar de Toirán)
- Vilaverde

## Demografía
| Gráfica de evolución demográfica de Toirán entre 2000 y 2020 |
|                                                              |
| Datos según el nomenclátor publicado por el INE.             |